# Мата-Верди
Мата-Верди (порт. Mata Verde) — муниципалитет в Бразилии, входит в штат Минас-Жерайс. Составная часть мезорегиона Жекитиньонья. Входит в экономико-статистический микрорегион Алменара. Население составляет 7993 человека на 2006 год. Занимает площадь 230,241 км². Плотность населения — 34,7 чел./км².

## История
Город основан 27 марта 1992 года.

## Статистика
- Валовой внутренний продукт на 2003 год составляет 15 090 694,00 реалов (данные: Бразильский институт географии и статистики).
- Валовой внутренний продукт на душу населения на 2003 год составляет 1991,65 реалов (данные: Бразильский институт географии и статистики).
- Индекс развития человеческого потенциала на 2000 год составляет 0,604 (данные: Программа развития ООН).